# Paweł z Przemankowa

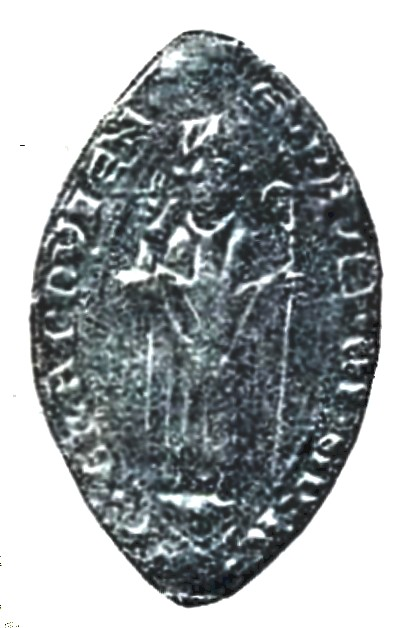
Siegel

Paweł z Przemankowa († 29. November 1292 in Tarczek bei Bodzentyn) war ab 1262 Kanzler des polnischen Seniorherzogs Bolesław des Schamhaften und ab 1266 Bischof von Krakau. Er war ein eifriger Verfechter der Rechte des Krakauer Klerus, wodurch er mit der weltlichen Macht in Konflikt geriet. Seine Familie gehörte zur Wappengemeinschaft Półkozic.

## Leben
Politisch war er zunächst ein Parteigänger von Seniorherzog Bolesław dem Schamhaften. Als Bischof war geriet er jedoch mit dessen Nachfolger Leszek dem Schwarzen in Konflikt. Leszek kerkerte ihn schließlich 1283 ein, und Paweł belegte Leszek daraufhin mit dem Kirchenbann. Später söhnten sich die beiden jedoch aus. Nach dem Tod Leszeks 1288 war er ein Gegner Heinrich IV. Probus und Befürworter Przemysł II. Heinrich ließ ihn 1290 erneut einkerkern, doch konnte er unter Przemysł zahlreiche Ländereien für das Krakauer Bistum erlangen. 1291 unterstützte er Wenzel von Böhmen bei seinen Bemühungen um den polnischen Thron. Er verstarb auf dem Sitz der Krakauer Bischöfe in Tarczek bei Bodzentyn. en ort soll er ein ausschweifenden Lebensstil gepflegt und ein ganzes Harem gehabt haben, in das er auch Nonnen aus dem Kloster in Skała verschleppen hat lassen.